# (34331) 2000 QH209
2000 QH209 (asteroide 34331) é um asteroide da cintura principal. Possui uma excentricidade de 0.12849600 e uma inclinação de 1.72783º.
Este asteroide foi descoberto no dia 31 de agosto de 2000 por LINEAR em Socorro.